# Такахиро Јамада
Такахиро Јамада (јап. 山田 隆裕; 29. април 1971) бивши је јапански фудбалер.

## Каријера
Током каријере играо је за Јокохама Маринос, Кјото Санга, Верди Кавасаки и Вегалта Сендај.

## Репрезентација
За репрезентацију Јапана дебитовао је 1994. године.

## Статистика
| Јапан  | Јапан | Јапан |
| Год.   | Ута.  | Гол.  |
| ------ | ----- | ----- |
| 1994   | 1     | 0     |
| Укупно | 1     | 0     |